# Akbar Shah II.

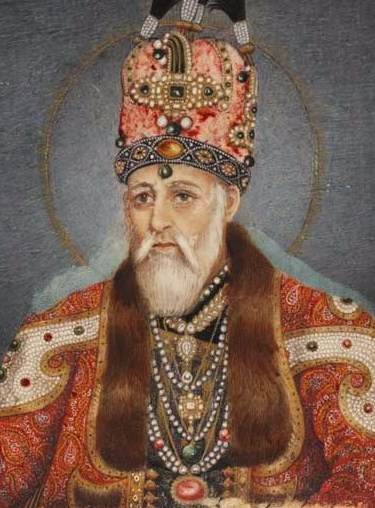
Porträt Akbar Shahs II.

Akbar Shah II. (geboren 22. April 1760; gestorben 28. September 1837 in Delhi, geboren als Mirza Akbar), auch Akbar II., war 16. Kaiser des indischen Mogulreiches von 1806 bis 1837.

## Leben und Wirken
Mirza Akbar war der zweitälteste Sohn von Shah Alam II. Als Akbar Shah II. war er im Wesentlichen nur noch nomineller Herrscher des Mogulreiches. Die Kontrolle darüber war einem britischen Residenten unterstellt. Allerdings durfte er den Herrschertitel Padshah führen und im Roten Fort von Delhi residieren. Von den Briten wurde ihm eine Rente zugestanden. Akbar Shah II. schickte 1831 Ram Mohan Roy als Gesandten nach England, um gegen den Umgang mit ihm zu protestieren. Seine Mission war zuerst erfolgreich, doch erlag dieser in England 1833 einer Krankheit. 1835 löste sich die Britische Ostindien-Kompanie aus der formellen Bindung an das Mogulreich und gab eigene Münzen heraus. Akbar Shah II. wurde von den Briten nur noch der Titel King of Delhi zugestanden. Nach seinem Tod 1837 folgte ihm sein Sohn Bahadur Shah II.